# الرابطة البرلمانية 1994–95
الرابطة البرلمانية 1994–95 (بالإنجليزية: 1994–95 Isthmian League)‏ هو موسم من دوري إسثميان. فاز فيه نادي إِنفيلد ‏.